# Joan Ferrandis d'Herèdia
Joan Ferrandis d’Herèdia i Dies de Calataiud (València, 1480/1485 - València, 1549) fou un cavaller i literat valencià que formà part del cercle de la Cort de Germana de Foix.
Encara que escrigué la major part de la seua producció en castellà, també va publicar una interessant obra poètica en valencià, en la qual seguia el model d’Ausiàs March, i va mostrar una gran afecció per la lírica tradicional. En el seu temps, va gojar d’un gran prestigi com a poeta i home de lletres (l’any 1511 li foren publicats poemes en el Cancionero general d’Hernando del Castillo). La seua obra poètica es va publicar a València en 1562, en un volum pòstum que incloïa també l’obra de teatre Coloquio en el cual se remeda el uso, trato y pláticas que las damas de Valencia acostumbran hacer y tener en las visitas, coneguda popularment com a La Vesita.
A més de poesia, Ferrandis d’Herèdia disposa d’una producció teatral meritòria. Les obres de teatre profà del segle xvi que conservem són un producte sorgit en l’ambient de la cort renaixentista de Germana de Foix i, per tant, imiten el teatre renaixentista italià. Estes obres reflectixen l’estat de la llengua entre l’aristocràcia valenciana. La Vesita (1524/25) de Ferrandis d’Herèdia n’és un bon exemple, ja que en esta obra els personatges fan servir tres llengües (valencià, castellà i portugués) i s’hi mostra un retrat viu i detallat de la realitat cortesana de València.